# Adimi
Adīmī (farsi ادیمی) è una città dello shahrestān di Zabol, circoscrizione di Posht Ab, nella provincia del Sistan e Baluchistan in Iran. Aveva, nel 2006, una popolazione di 2.974 abitanti. Si trova a nord-est di Zabol. 